# Peato Mauvaka

a Compétitions nationales et continentales officielles uniquement.

b Matchs officiels uniquement.
Dernière mise à jour le 15 mars 2025.
Peato Mauvaka, né le 10 janvier 1997 à Nouméa, est un joueur international français de rugby à XV jouant au poste de talonneur. Natif de Nouvelle-Calédonie d'origine wallisienne et futunienne, il arrive en métropole à 15 ans au Stade toulousain avec qui il fait ses débuts professionnels en 2016.
Il remporte le championnat de France en 2019, 2021, 2023, 2024 et 2025 ainsi que la Coupe d'Europe en 2021 et 2024 avec le Stade toulousain. Il remporte aussi le Tournoi des Six Nations en 2022 et 2025 avec le XV de France, remportant ainsi le 10e Grand Chelem de son pays sur l'édition 2022. 

## Biographie

### Jeunesse et formation
Peato Mauvaka naît le 10 janvier 1997 à Nouméa, en Nouvelle-Calédonie. Il a aussi des origines wallisiennes et futuniennes. Il est repéré par le centre de formation du Stade toulousain alors qu'il évolue dans un club près de Nouméa, l'Union Rugby Club de Dumbéa. Il rejoint Toulouse en 2012 à l'âge de 15 ans et vit dans la famille Tolofua avec son coéquipier Selevasio (né lui aussi en 1997) et Christopher (évoluant lui aussi au poste de talonneur). Il connaît des sélections internationales avec les sélections françaises jeunes, moins de 18 avec qui il est champion d'Europe, et moins de 19 ans.

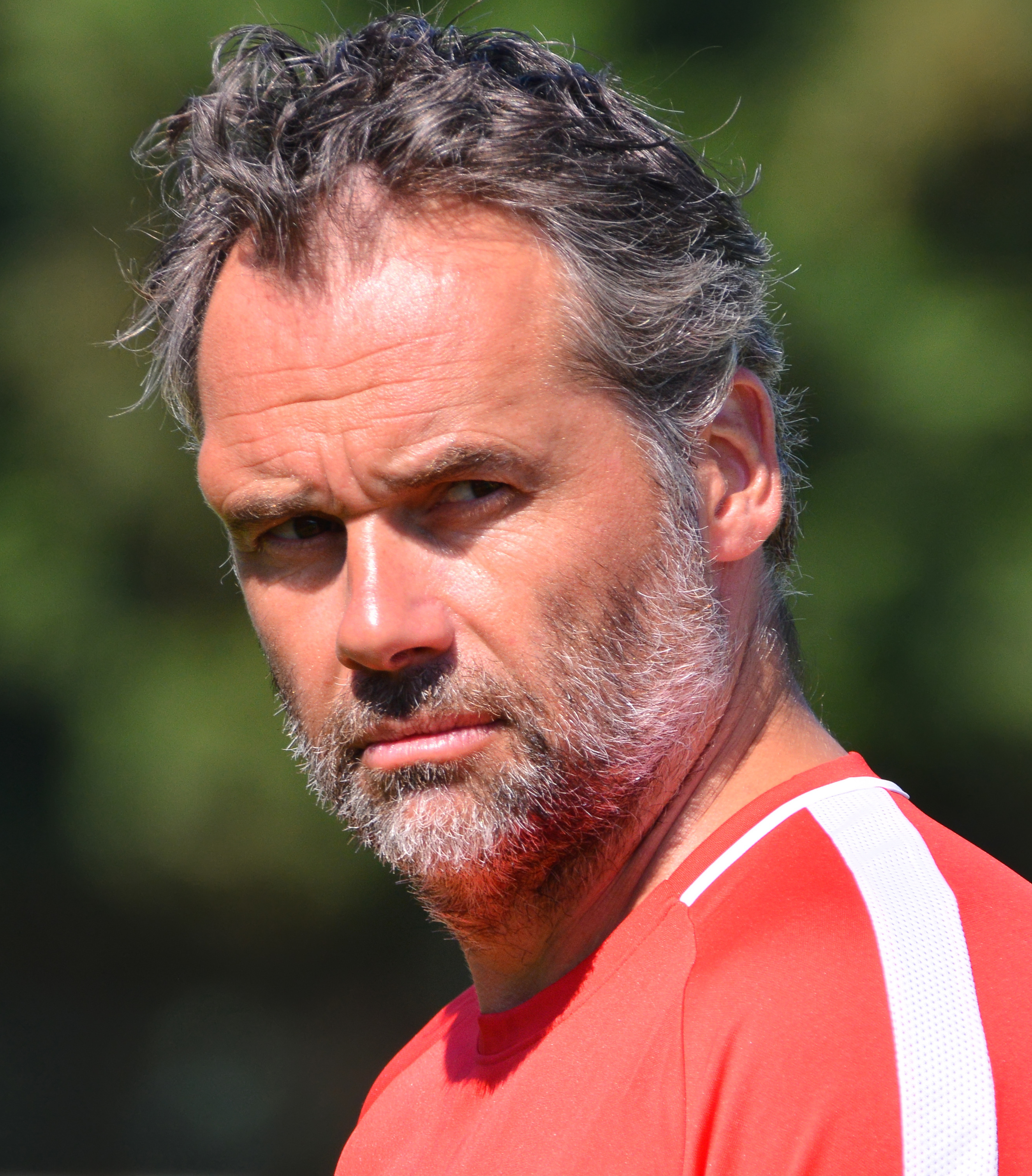
Ugo Mola, ici en 2018, est l'entraîneur de Peato Mauvaka depuis ses débuts professionnels en 2016.

En 2016, il est sélectionné par Thomas Lièvremont en équipe de France des moins de 20 ans avec qui il dispute le Tournoi des Six Nations et le championnat du monde.

### Carrière en club

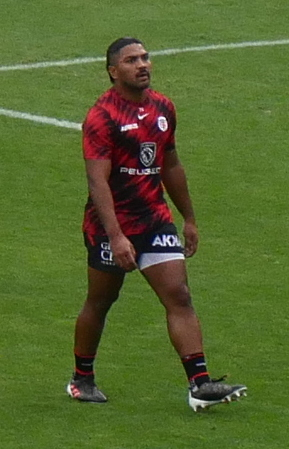
Peato Mauvaka avec le Stade toulousain en 2021.

La saison suivante, en 2016-2017, il signe un contrat espoir avec le Stade toulousain, et fait ses débuts en professionnel contre les Zebre en coupe d'Europe, profitant des blessures de Julien Marchand et de Leonardo Ghiraldini.
Lors de la saison 2018-2019, il commence à enchaîner les matchs avec le Stade toulousain, en Top 14 mais aussi en Champions Cup où il effectue des entrées en cours de match remarquées. Profitant des blessures de Julien Marchand et de Leonardo Ghiraldini au mois de février, Mauvaka devient le talonneur titulaire du Stade toulousain. Cette saison, il dispute les phases finales de la Champions Cup (Racing 92 en quart et Leinster en demi) puis les phases finales du Top 14 (La Rochelle en demi). Il s'impose comme titulaire, remporte le titre de champion de France en étant titulaire en finale face à Clermont ; ce qui lui permet d'intégrer le groupe de l'équipe de France pour participer à la coupe du monde 2019 au Japon.
Peato Mauvaka a toujours Julien Marchand pour principal concurrent à son poste pour la saison 2022-2023. Cette saison, son club se qualifie jusqu'en demi-finale de la Champions Cup, avant d'être éliminé une fois de plus aux portes de la finale par le Leinster, une défaite 41 à 22,. Toutefois, en championnat, les Toulousains terminent à la première place de la saison régulière, se qualifiant donc en demi-finale où ils battent largement le Racing 92 sur le score de 41 à 14 et retrouvent donc le Stade rochelais en finale, comme en 2021,. En finale comme en demi-finale, il entre en jeu en seconde période à la place de Marchand. Dans un match très serré, Toulouse s'impose en fin de match et l'emporte 29 à 26,. Peato Mauvaka remporte donc le Bouclier de Brennus pour la troisième fois de sa carrière.
Le 25 mai 2024, il est titulaire avec le Stade toulousain en finale de la Champions Cup au Tottenham Hotspur Stadium de Londres face au Leinster. Les Toulousains s'imposent 31 à 22 après les prolongations face aux irlandais et remportent ainsi le 6e titre de champions d'Europe du club.
Un mois plus tard, il est de nouveau titulaire en finale du Top 14, organisée exceptionnellement au Stade Vélodrome de Marseille, contre l'Union Bordeaux Bègles. Les Toulousains l'emportent 59 à 3, plus large score de l'histoire en finale du championnat de France. À l'issue de la saison, il est élu dans l'équipe type de Top 14.

### Carrière internationale
Il connait sa première sélection le 17 août 2019 lors du match préparatoire pour la Coupe du monde contre l'Écosse, (Victoire 32-3) en rentrant en jeu à la place de Camille Chat.
Bien que sélectionné pour le mondial, il n'entre pas en jeu durant la compétition et doit même déclarer forfait à cause d'une blessure. 
Il est rappelé par le nouveau sélectionneur Fabien Galthié pour le Tournoi 2020. 
Il est ensuite sélectionné avec les Bleus pour participer aux deux derniers matchs de la Coupe d'automne des nations, en fin d'année 2020, dans un groupe largement remanié. Il est dans un premier temps titularisé lors de la victoire 36 à 5 face à l'Italie, aux côtés de ses coéquipiers de la première ligne du Stade toulousain, Rodrigue Neti et Dorian Aldegheri. Il est de nouveau retenu pour participer à la finale de la coupe face à l'Angleterre. Il n'est cette fois pas titularisé mais entre en jeu durant la finale, devancé par Pierre Bourgarit, un match très disputé que les Anglais remportent après prolongation (22-19).
Il est convoqué pour la tournée d'automne 2021. Le 6 novembre 2021, Peato Mauvaka marque son premier essai en bleu lors d'une rencontre face à l'Argentine (victoire 29-20). La semaine suivante il récidive par un doublé face à la Géorgie (Victoire 41-15) et puis participe grandement à la prestigieuse victoire face à la Nouvelle-Zélande (40-25) en récidivant d'un nouveau doublé. Auteur de 5 essais, il termine meilleur marqueur d'essai de la tournée d'automne 2021. Quelques mois plus tard il est appelé pour participer au Tournoi des Six Nations 2022. Il joue tous les matchs du tournoi en sortant du banc, remplaçant son coéquipier de Toulouse Julien Marchand. Les Français remportent tous les matchs de la compétition, réalisant ainsi le Grand Chelem, le dixième de l'histoire du rugby tricolore, le premier depuis douze ans. Il s'agit du premier titre remporté en sélection nationale par Peato Mauvaka.
En novembre 2022, blessé, il n'est pas appelé avec les Bleus pour la tournée d'automne,. Victime d'une fracture d'une phalange en championnat début janvier 2023, il doit être opéré et est donc indisponible pour le début du Tournoi des Six Nations 2023. Après avoir manqué les trois premiers matchs, il fait son retour et joue les deux dernières journées du tournoi qui voit la France terminer à la deuxième place derrière l'Irlande qui réalise le Grand Chelem.
Sélectionné fin juin 2023 dans une liste de 42 joueurs pour préparer la Coupe du monde 2023, il fait partie de la liste officielle des 33 joueurs qui joueront la compétition. Lors de la deuxième journée face à l'Uruguay, il inscrit son premier essai dans la compétition. Il récidive lors de la dernière journée des phases de poules face à l'Italie, puis lors du quart de finale perdu contre le futur gagnant du tournoi, l'Afrique du Sud.  
L'année suivante, il est de nouveau appelé pour participer au Tournoi des Six Nations 2024, la France termine une nouvelle fois seconde derrière le XV du Trèfle.    
Convoqué pour participer au Tournoi des Six Nations 2025, il inscrit face à l'Italie, son tout premier essai dans le Tournoi. Peato Mauvaka obtient son deuxième titre dans la compétition à l'issue de l'édition.

## Décorations
- Médaille d'honneur de l'engagement ultramarin, échelon bronze (2023)[45]

## Statistiques

### En club
| Saison    | Club             | Championnat | Championnat | Championnat | Coupe d'Europe     | Coupe d'Europe | Coupe d'Europe |
| Saison    | Club             | Compétition | Matchs      | Essais      | Compétition        | Matchs         | Essais         |
| --------- | ---------------- | ----------- | ----------- | ----------- | ------------------ | -------------- | -------------- |
| 2016-2017 | Stade toulousain | Top 14      | 4           | 0           | Coupe d'Europe     | 1              | 0              |
| 2017-2018 | Stade toulousain | Top 14      | 1           | 0           | Challenge européen | 0              | 0              |
| 2018-2019 | Stade toulousain | Top 14      | 19          | 1           | Coupe d'Europe     | 5              | 0              |
| 2019-2020 | Stade toulousain | Top 14      | 6           | 0           | Coupe d'Europe     | 8              | 0              |
| 2020-2021 | Stade toulousain | Top 14      | 15          | 3           | Coupe d'Europe     | 4              | 0              |
| 2021-2022 | Stade toulousain | Top 14      | 18          | 4           | Coupe d'Europe     | 6              | 1              |
| 2022-2023 | Stade toulousain | Top 14      | 20          | 2           | Champions Cup      | 5              | 1              |
| 2023-2024 | Stade toulousain | Top 14      | 10          | 4           | Champions Cup      | 8              | 5              |
| Total     | Total            | Top 14      | 93          | 14          | Coupes d'Europe    | 37             | 7              |

### Internationales

#### Équipe de France des moins de 20 ans
Peato Mauvaka joue en 2016 et 2017 en équipe de France des moins de 20 ans, période durant laquelle il dispute 15 rencontres et inscrit 6 essais (30 points) sur deux compétitions (Tournoi des Six Nations et championnat du monde).

## Palmarès

### En club
- Stade toulousain
  - Vainqueur du Championnat de France en 2019, 2021, 2023, 2024 et 2025[N 1]
  - Vainqueur de la Coupe d'Europe en 2021 et 2024

### En équipe nationale
- France -18
  - Vainqueur du Champion d'Europe des moins de 18 ans en 2015[48]

- France
  - Finaliste de la Coupe d'automne des nations en 2020
  - Vainqueur du Tournoi des Six Nations en 2022 (Grand Chelem) et 2025

#### Tournoi des Six Nations
| Édition          | Rang | Résultats France | Résultats Mauvaka | Matchs Mauvaka |
| ---------------- | ---- | ---------------- | ----------------- | -------------- |
| Six Nations 2020 | 2    | 4 v, 0 n, 1 d    | 2 v, 0 n, 1 d     | 3/5            |
| Six Nations 2022 | 1    | 5 v, 0 n, 0 d    | 5 v, 0 n, 0 d     | 5/5            |
| Six Nations 2023 | 2    | 4 v, 0 n, 1 d    | 2 v, 0 n, 0 d     | 2/5            |
| Six Nations 2024 | 2    | 3 v, 1 n, 1 d    | 3 v, 1 n, 1 d     | 5/5            |
| Six Nations 2025 | 1    | 4 v, 0 n, 1 d    | 4 v, 0 n, 1 d     | 5/5            |

#### Coupe du monde
| Édition     | Rang               | Résultats France | Résultats Mauvaka | Matchs Mauvaka |
| ----------- | ------------------ | ---------------- | ----------------- | -------------- |
| France 2023 | Quart de finaliste | 4 v, 0 n, 1 d    | 4 v, 0 n, 1 d     | 5/5            |

### Distinctions personnelles
- Membre de l'équipe type du Championnat de France en 2024